# Rosa zalana
Rosa zalana — вид рослин з родини розових (Rosaceae); поширений у центральній Європі, між Альпами й Карпатами.

## Поширення
Поширений у центральній Європі — Польща, Словаччина, Угорщина, Румунія, Австрія, Хорватія.